# Бон-Жезус-ду-Сул
Бон-Жезус-ду-Сул (порт. Bom Jesus do Sul) — муниципалитет в Бразилии, входит в штат Парана. Составная часть мезорегиона Юго-запад штата Парана. Входит в экономико-статистический микрорегион Франсиску-Белтран. Население составляет 3819 человек на 2006 год. Занимает площадь 173,972 км². Плотность населения — 22,0 чел./км².

## История
Город основан 1 января 1997 года.

## Статистика
- Валовой внутренний продукт на 2003 год составляет 29 393 731,00 реалов (данные: Бразильский институт географии и статистики).
- Валовой внутренний продукт на душу населения на 2003 год составляет 7398,37 реалов (данные: Бразильский институт географии и статистики).
- Индекс развития человеческого потенциала на 2000 год составляет 0,696 (данные: Программа развития ООН).

## География
Климат местности: субтропический.